# Marek Mintál
Marek Mintál (* 2. září 1977 Žilina, Československo) je bývalý slovenský fotbalový útočník. Působil i jako asistent trenéra v německém klubu 1. FC Norimberk, v němž ukončil svou hráčskou kariéru (resp. v B-týmu Norimberku). Jeho otcem je bývalý prvoligový fotbalista Žiliny Anton Mintál.
Během své kariéry dosáhl vícero úspěchů, stal se oblíbeným u fanoušků, ale také prodělal dlouhodobé zranění. V letech 2004 a 2005 vyhrál slovenskou anketu Fotbalista roku.

## Klubová kariéra
Svoju kariéru zahájil v klubu MŠK Žilina, v jehož dresu debutoval v roce 1996 ve slovenské nejvyšší lize (ve věku 19 let).
Následující sezónu byl sedmým nejlepším střelcem ligy a s Žilinou obsadil 4. místo ligové tabulky. V sezóně 2001/02 se stal nejlepším ligovým střelcem (21 gólů) a zároveň získal s klubem ligový titul. Další sezónu 2002/03 obhájil s 20 góly korunu střelců (stejný počet gólů vstřelil i Martin Fabuš) a také ligový titul. V Žilině oblékal dres s číslem 9.

### 1. FC Norimberk
V létě 2003 přestoupil za 100 000 eur do německého klubu 1. FC Norimberk, jenž hrál tou dobou 2. německou Bundesligu. Mintál podepsal dvouletou smlouvu a debutoval 5. června v přípravném zápase proti ASV Neumarkt.
Hned ve své první sezóně 2003/04 se Mintálovi podařilo s klubem postoupit do Bundesligy, k čemuž přispěl 18 nastřílenými brankami (stal se tak společně s Franciscem Copadem z Unterhachingu nejlepším kanonýrem německé 2. Bundesligy). 28. srpna 2004 vstřelil v ligovém zápase proti Hamburku hattrick a stal se tak prvním Slovákem v Bundeslize, kterému se to podařilo. Na výhru to však nestačilo, Norimberk podlehl v Hamburku 3:4. Marek Mintál se stal s 24 brankami ve své první sezóně v nejvyšší německé lize (2004/05) králem ligových střelců.
Po čtyřech sezónách klub sestoupil do druhé ligy. Zde se Markovi během sezóny 2008/09 vrátila dřívější výborná forma, stal se s 16 góly nejlepším střelcem (společně se 2 dalšími fotbalisty) a podle hlasování fanoušků i nejlepším hráčem druhé Bundesligy. Norimberk se v této sezóně umístil na třetím místě a po baráži postoupil zpět do Bundesligy.
Kariéru ukončil 25. května 2013 po dvou letech působení v bavorské regionální lize, v zápase Norimberku B proti rezervě Mnichova 1860. Zápas skončil prohrou Norimberku 0:1, ale Marek Mintál byl při odchodu ze hřiště v 81. minutě oceněn skandovaným potleskem domácích i hostujících fanoušků. Ve strukturách klubu zůstal, přesunul se na trenérskou pozici.

## Reprezentační kariéra
Marek reprezentoval Slovensko již v mládežnických výběrech. V roce 2000 byl členem slovenského týmu U21, jenž obsadil na domácím Mistrovství Evropy hráčů do 21 let 4. místo.
Byl následně i na Letních olympijských hrách v Sydney, kde Slovensko skončilo v základní skupině D na nepostupovém čtvrtém místě.

### A-mužstvo
Ve slovenské seniorské reprezentaci debutoval 6. února 2002 v přátelském utkání proti domácímu Íránu, které Slovensko vyhrálo 3:2. Mintál nastoupil do druhého poločasu a v 67. minutě skóroval.
Během kvalifikace na Euro 2008 se čtyřikrát trefil proti Walesu, 2 góly vstřelil 7. října 2006 v Cardiffu při výhře hostů 5:1  a dvakrát skóroval i v odvetě 12. září 2007 v Trnavě, kde Wales oplatil Slovensku porážku z domácí půdy a zvítězil 5:2. Dva góly zaznamenal Mintál v téže kvalifikaci i 2. září 2006 proti Kypru, Slovensko zvítězilo doma vysoko 6:1. Bylo to nejvydařenější hráčovo období v reprezentaci.
V květnu 2009 oznámil konec reprezentační kariéry. Celkem odehrál za slovenské A-mužstvo 45 zápasů, v nichž 14krát skóroval.

### Reprezentační góly
Góly Marka Mintála za A-mužstvo Slovenska
| Gól | Datum        | Stadion                                        | Soupeř          | Skóre (min.) | Výsledek | Soutěž                   |
| --- | ------------ | ---------------------------------------------- | --------------- | ------------ | -------- | ------------------------ |
| 010 | 06. 2. 2002  | Teherán, Írán                                  | Írán            | 0?:3 0(67.)  | 2:3      | přátelské utkání         |
| 02  | 014. 5. 2002 | Štadión Tatran, Prešov, Slovensko              | Uzbekistán      | 04:? 0(85.)  | 4:1      | přátelské utkání         |
| 03  | 031. 3. 2004 | Tehelné pole, Bratislava                       | Rakousko        | 01:0 0(72.)  | 1:1      | přátelské utkání         |
| 04  | 08. 9. 2004  | Tehelné pole, Bratislava                       | Lichtenštejnsko | 06:0 0(85.)  | 7:0      | kvalifikace na MS 2006   |
| 05  | 026. 3. 2005 | A. Le Coq Arena, Tallinn, Estonsko             | Estonsko        | 01:1 0(58.)  | 1:2      | kvalifikace na MS 2006   |
| 06  | 08. 6. 2005  | Stade Josy Barthel, Lucemburk                  | Lucembursko     | 00:20 (15.)  | 0:4      | kvalifikace na MS 2006   |
| 07  | 02. 9. 2006  | Tehelné pole, Bratislava                       | Kypr            | 02:0 0(33.)  | 6:1      | kvalifikace na Euro 2008 |
| 08  | 02. 9. 2006  | Tehelné pole, Bratislava                       | Kypr            | 06:0 0(56.)  | 6:1      | kvalifikace na Euro 2008 |
| 09  | 07. 10. 2006 | Millennium Stadium, Cardiff, Wales             | Wales           | 00:2 0(32.)  | 1:5      | kvalifikace na Euro 2008 |
| 10  | 07. 10. 2006 | Millennium Stadium, Cardiff, Wales             | Wales           | 01:3 0(38.)  | 1:5      | kvalifikace na Euro 2008 |
| 11  | 15. 11. 2006 | Štadión pod Dubňom, Žilina, Slovensko          | Bulharsko       | 01:0 0(8.)   | 3:1      | přátelské utkání         |
| 12  | 012. 9. 2007 | Štadión Antona Malatinského, Trnava, Slovensko | Wales           | 01:0 0(12.)  | 2:5      | kvalifikace na Euro 2008 |
| 13  | 012. 9. 2007 | Štadión Antona Malatinského, Trnava, Slovensko | Wales           | 02:3 0(57.)  | 2:5      | kvalifikace na Euro 2008 |
| 14  | 026. 3. 2008 | Štadión FC ViOn, Zlaté Moravce, Slovensko      | Island          | 01:2 0(87.)  | 1:2      | přátelské utkání         |

## Trenérská kariéra
Po ukončení aktivní hráčské kariéry byl krátce členem trenérského týmu v německém klubu 1. FC Norimberk (tým U23). V červnu 2013 se stal v Norimberku asistentem trenéra A-mužstva Michaela Wiesingera.

## Úspěchy

### Klubové
MŠK Žilina
- 2× vítěz slovenské ligy (2001/02, 2002/03)
- 1× vítěz slovenského Superpoháru (2003)

1. FC Norimberk
- 1× vítěz 2. německé Bundesligy (2003/04)
- 1× vítěz DFB-Pokalu (2006/07)

### Individuální ocenění
- 1× nejlepší střelec Bundesligy (2005 – 24 gólů)
- 2× nejlepší střelec slovenské ligy (2002 – 21 gólů, 2003 – 20 gólů)[8]
- 2× nejlepší střelec 2. německé Bundesligy (2004 – 18 gólů, 2009 – 16 gólů)
- 2× vítěz slovenské ankety Fotbalista roku (2004, 2005)[6]